# Kantonsrat Appenzell Ausserrhoden

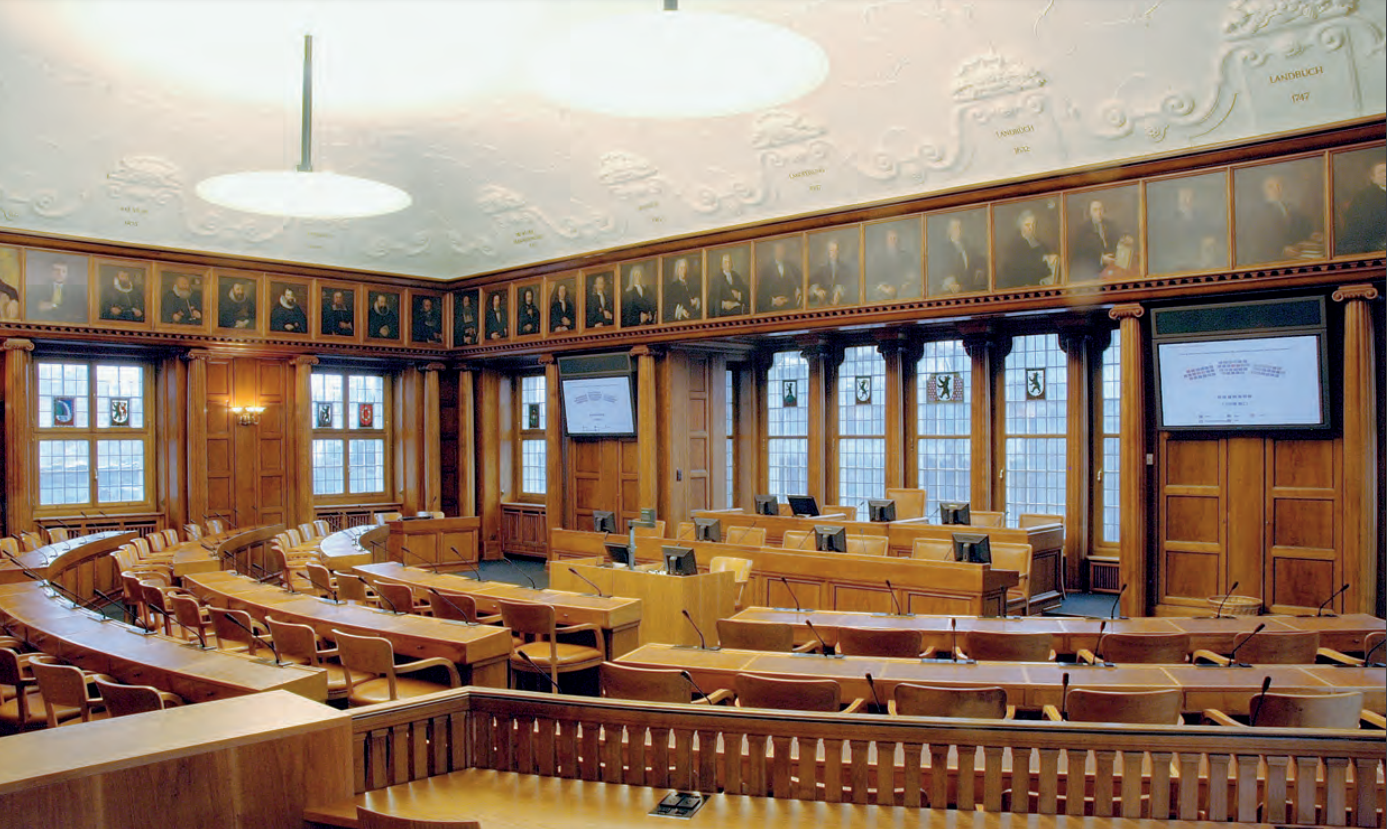
Kantonsratssaal in Herisau.

Der Kantonsrat Appenzell Ausserrhoden ist das Parlament des Kantons Appenzell Ausserrhoden. Er tagt im Kantonsratssaal im Regierungsgebäude in Herisau und ist die gesetzgebende und oberste aufsichtführende Behörde des Kantons. Seine 65 Mitglieder werden, verteilt auf 20 Wahlkreise, im Majorzverfahren, mit Ausnahme des Wahlkreises Herisau, wo das Proporzverfahren angewendet wird, für vier Jahre gewählt. Der Kantonsrat erlässt alle grundlegenden und wichtigen Bestimmungen in Form von Gesetzen. Er tagt in der Regel siebenmal pro Jahr.

## Aufgaben
Grundsätzliche Vorgaben zum Kantonsrat finden sich in der Ausserrhoder Kantonsverfassung in den Artikeln 71 ff.
Die 65 Mitglieder des Kantonsrats werden für eine Dauer von vier Jahren gewählt. Der Rat übt unter Vorbehalt der Volksrechte die oberste Gewalt aus. Er beschliesst Gesetze und führt Aufsicht über die staatlichen Organe des Kantons, also Regierungsrat, Gerichte und sonstige Behörden. Soweit es nicht in die Zuständigkeit des Regierungsrats fällt, genehmigt oder kündigt der Kantonsrat internationale und interkantonale Verträge.
Der Kantonsrat berät die Sach-, Finanz- und Investitionsplanung sowie weitere grundlegende Planungen des Regierungsrates. Er befindet über neue einmalige Ausgaben für den gleichen Gegenstand im Betrag von 1–5 Prozent einer Steuereinheit sowie über neue wiederkehrende Ausgaben im Betrag von 0,5–1 Prozent einer Steuereinheit.
Das Büro des Kantonsrates besteht zunächst aus dem Präsidenten und zwei Vizepräsidenten; sie werden jeweils im Juni in einer konstituierenden Sitzung für die Dauer von einem Jahr gewählt. Eine sofortige Wiederwahl ist nicht zulässig. Zudem ist der Ratsschreiber Mitglied des Ratsbüros, welches die Geschäftsleitung des Kantonsrates bildet.
Dem erweiterten Büro gehören die Mitglieder des Büros, die Fraktionspräsidenten sowie ein durch die parteiunabhängigen Kantonsräte bestimmtes Mitglied an.

## Kommissionen
Der Kantonsrat Appenzell Ausserrhoden verfügt über folgende ständige Kommissionen:
- Geschäftsprüfungskommission (GPK)
- Kommission Finanzen (KF)
- Kommission Bildung und Kultur (KBK)
- Kommission Gesundheit und Soziales (KGS)
- Kommission Bau und Volkswirtschaft (KBV)
- Kommission Inneres und Sicherheit (KIS)

Der Kantonsrat wählt jeweils zu Beginn des Amtsjahres die Mitglieder sowie die Präsidenten der ständigen Kommissionen.

## Parteien
Da die Kantonsräte in 19 von 20 Wahlkreisen im Majorzverfahren gewählt werden, spielt die Parteienstärke nur eine untergeordnete Rolle. Die Sitzverteilungen des Rates seit 2003 sahen wie folgt aus:
|  | Partei                                      | 2003 | 2007 | 2011 | 2015 | 2019 | 2023 | Sitzverteilung 2023                                                                      | Wähleranteil in Prozent |
|  | ------------------------------------------- | ---- | ---- | ---- | ---- | ---- | ---- | ---------------------------------------------------------------------------------------- | --- |
|  | FDP.Die Liberalen (FDP)                     | 31   | 26   | 24   | 24   | 24   | 22   | Insgesamt 65 Sitze - SP: 10 - EVP: 2 - GLP: 2 - Mitte: 3 - Unabh.: 19 - FDP: 22 - SVP: 7 | Kantonsratswahl vom 16. April 2023Wahlbeteiligung: 31,4 % 403020100 33,129,015,610,15,74,02,4 FDPUnabh.SPSVPGLPMitteEVPGewinne und Verlusteim Vergleich zu 2019 %p 6 4 2 0 −2 −4−3,6−0,4+0,9−2,1+5,7−0,4−0,2FDPUnabh.SPSVPGLPMitteEVP |
|  | Sozialdemokratische Partei der Schweiz (SP) | 5    | 4    | 5    | 6    | 9    | 10   | Insgesamt 65 Sitze - SP: 10 - EVP: 2 - GLP: 2 - Mitte: 3 - Unabh.: 19 - FDP: 22 - SVP: 7 | Kantonsratswahl vom 16. April 2023Wahlbeteiligung: 31,4 % 403020100 33,129,015,610,15,74,02,4 FDPUnabh.SPSVPGLPMitteEVPGewinne und Verlusteim Vergleich zu 2019 %p 6 4 2 0 −2 −4−3,6−0,4+0,9−2,1+5,7−0,4−0,2FDPUnabh.SPSVPGLPMitteEVP |
|  | Schweizerische Volkspartei (SVP)            | 11   | 8    | 10   | 12   | 7    | 7    | Insgesamt 65 Sitze - SP: 10 - EVP: 2 - GLP: 2 - Mitte: 3 - Unabh.: 19 - FDP: 22 - SVP: 7 | Kantonsratswahl vom 16. April 2023Wahlbeteiligung: 31,4 % 403020100 33,129,015,610,15,74,02,4 FDPUnabh.SPSVPGLPMitteEVPGewinne und Verlusteim Vergleich zu 2019 %p 6 4 2 0 −2 −4−3,6−0,4+0,9−2,1+5,7−0,4−0,2FDPUnabh.SPSVPGLPMitteEVP |
|  | Die Mitte                                   | 2    | 3    | 3    | 5    | 3    | 3    | Insgesamt 65 Sitze - SP: 10 - EVP: 2 - GLP: 2 - Mitte: 3 - Unabh.: 19 - FDP: 22 - SVP: 7 | Kantonsratswahl vom 16. April 2023Wahlbeteiligung: 31,4 % 403020100 33,129,015,610,15,74,02,4 FDPUnabh.SPSVPGLPMitteEVPGewinne und Verlusteim Vergleich zu 2019 %p 6 4 2 0 −2 −4−3,6−0,4+0,9−2,1+5,7−0,4−0,2FDPUnabh.SPSVPGLPMitteEVP |
|  | Evangelische Volkspartei (EVP)              |      | 2    | 1    | 1    | 2    | 2    | Insgesamt 65 Sitze - SP: 10 - EVP: 2 - GLP: 2 - Mitte: 3 - Unabh.: 19 - FDP: 22 - SVP: 7 | Kantonsratswahl vom 16. April 2023Wahlbeteiligung: 31,4 % 403020100 33,129,015,610,15,74,02,4 FDPUnabh.SPSVPGLPMitteEVPGewinne und Verlusteim Vergleich zu 2019 %p 6 4 2 0 −2 −4−3,6−0,4+0,9−2,1+5,7−0,4−0,2FDPUnabh.SPSVPGLPMitteEVP |
|  | Grünliberale Partei (GLP)                   |      |      |      |      |      | 2    | Insgesamt 65 Sitze - SP: 10 - EVP: 2 - GLP: 2 - Mitte: 3 - Unabh.: 19 - FDP: 22 - SVP: 7 | Kantonsratswahl vom 16. April 2023Wahlbeteiligung: 31,4 % 403020100 33,129,015,610,15,74,02,4 FDPUnabh.SPSVPGLPMitteEVPGewinne und Verlusteim Vergleich zu 2019 %p 6 4 2 0 −2 −4−3,6−0,4+0,9−2,1+5,7−0,4−0,2FDPUnabh.SPSVPGLPMitteEVP |
|  | Parteiunabhängig                            | 16   | 22   | 22   | 18   | 20   | 19   | Insgesamt 65 Sitze - SP: 10 - EVP: 2 - GLP: 2 - Mitte: 3 - Unabh.: 19 - FDP: 22 - SVP: 7 | Kantonsratswahl vom 16. April 2023Wahlbeteiligung: 31,4 % 403020100 33,129,015,610,15,74,02,4 FDPUnabh.SPSVPGLPMitteEVPGewinne und Verlusteim Vergleich zu 2019 %p 6 4 2 0 −2 −4−3,6−0,4+0,9−2,1+5,7−0,4−0,2FDPUnabh.SPSVPGLPMitteEVP |

Durch das Majorzverfahren in den meisten Wahlkreisen kommt dazu, dass viele parteilose Politiker in den Kantonsrat gewählt werden können. Diese können sich jedoch einer Fraktion anschliessen oder selbst eine gründen. Die Kantonsrätinnen und Kantonsräte der Mitte, GLP und EVP haben sich nach der Wahl für eine gemeinsame Kantonsratsfraktion entschieden. Ausschlaggebend war unter anderem die grosse inhaltliche Nähe. Drei weitere, als unabhängig gewählte Kantonsräte und Kantonsrätinnen schlossen sich zudem der SP-Fraktion an, eine weitere Parteiunabhängige der Fraktion der Mitte / GLP / EVP.
Die Fraktionsstärken sehen derzeit wie folgt aus:
| Fraktion          | Sitze    | Veränderung zu 2023 | Fraktionen 2023                                                        |
| ----------------- | -------- | ------------------- | ---------------------------------------------------------------------- |
| FDP               | 21 Sitze | - 1                 | Insgesamt 65 Sitze - SP: 13 - Mitte: 8 - Unabh.: 15 - FDP: 21 - SVP: 8 |
| PU                | 15 Sitze |                     | Insgesamt 65 Sitze - SP: 13 - Mitte: 8 - Unabh.: 15 - FDP: 21 - SVP: 8 |
| SP                | 13 Sitze |                     | Insgesamt 65 Sitze - SP: 13 - Mitte: 8 - Unabh.: 15 - FDP: 21 - SVP: 8 |
| SVP               | 8 Sitze  | + 1                 | Insgesamt 65 Sitze - SP: 13 - Mitte: 8 - Unabh.: 15 - FDP: 21 - SVP: 8 |
| Mitte / GLP / EVP | 8 Sitze  |                     | Insgesamt 65 Sitze - SP: 13 - Mitte: 8 - Unabh.: 15 - FDP: 21 - SVP: 8 |

## Mitglieder

### Wählbarkeit
Artikel 63 der Kantonsverfassung schreibt vor, dass Mitglieder des Regierungsrats und der Justiz nicht Mitglieder des Kantonsrats sein können. Auch Angehörige der kantonalen Verwaltung, die dem Regierungsrat oder einem seiner Mitglieder direkt unterstellt sind, können nicht im Kantonsrat Einsitz nehmen.

### Anzahl und Verteilung auf die Wahlkreise
Gemäss Art. 71, Abs. 4 der Kantonsverfassung sind die Gemeinden die Wahlkreise. Dabei ist die Einwohnerzahl massgebend für die Anzahl Sitze, wobei jede Gemeinde mindestens einen Vertreter stellt. Die 65 Volksvertreter sind wie folgt verteilt.
| Wappen       | Gemeindename | Einwohner 31. Dezember 2023 | Sitze |
| ------------ | ------------ | --------------------------- | ----- |
| Bühler       | Bühler       | 1954                        | 2     |
| Gais         | Gais         | 3147                        | 4     |
| Grub         | Grub         | 971                         | 1     |
| Heiden       | Heiden       | 4316                        | 5     |
| Herisau      | Herisau      | 15'893                      | 18    |
| Hundwil      | Hundwil      | 944                         | 1     |
| Lutzenberg   | Lutzenberg   | 1332                        | 2     |
| Rehetobel    | Rehetobel    | 1773                        | 2     |
| Reute        | Reute        | 700                         | 1     |
| Schönengrund | Schönengrund | 556                         | 1     |
| Schwellbrunn | Schwellbrunn | 1557                        | 2     |
| Speicher     | Speicher     | 4453                        | 5     |
| Stein        | Stein        | 1498                        | 2     |
| Teufen       | Teufen       | 6514                        | 7     |
| Trogen       | Trogen       | 1862                        | 2     |
| Urnäsch      | Urnäsch      | 2346                        | 3     |
| Wald         | Wald         | 909                         | 1     |
| Waldstatt    | Waldstatt    | 1874                        | 2     |
| Walzenhausen | Walzenhausen | 2029                        | 2     |
| Wolfhalden   | Wolfhalden   | 1867                        | 2     |

### Vergütung
Die Kantonsrats- und Kommissionssitzungen werden mit 150 Franken für einen halben bzw. 300 Franken für einen ganzen Tag vergütet.
Darüber hinaus gelten folgende jährliche Zulagen:

#### Fraktionen
- je 5'000 Franken

#### Büro
- Kantonsratspräsident	8'000 Franken
- 1. Vizepräsident 1'000 Franken

#### Geschäftsprüfungskommission
- Präsident 6'000 Franken
- Mitglieder 3'000 Franken

#### Übrige ständige Kommissionen
- Präsident 1'000 Franken